# Wild West Cowboys of Moo Mesa
Wild West Cowboys of Moo Mesa è un videogioco arcade di tipo sparatutto a scorrimento orizzontale (a tratti verticale), pubblicato da Konami nel 1992 e ispirato al cartoon I Cowbuoi dell'Altopiano. Non è stato convertito per alcuna consolle domestica.

## Colonna sonora
Le musiche si devono alla compositrice Michiru Yamane.